# 美国联邦领地法院
美国联邦领地法院（英語：United States Territorial Court）是美国国会根据《美利坚合众国宪法》第四条的“领地条款”而在美国领地上所设立的联邦法庭。 大多数的美国联邦领地法院已经被撤销，因为这些领地已经建制为州或被归还主权。目前还在运营的美国联邦领地法院还有三个：关岛地区法院、北马里亚纳群岛地区法院和维尔京群岛地区法院。
美国联邦领地法院的司法管辖权类似于美国联邦地区法院，而且它们的名字也非常近似，但是美国联邦领地法院并不与美国联邦地区法院完全相同。美国联邦地区法院是依据美国宪法第三条而建立，它们仅存在于美国联邦司法管辖区，也就是美国的50个州、华盛顿哥伦比亚特区和波多黎各。
美国联邦领地法院是依据美国宪法第四条而设立的联邦法院，所以它们同时还承担了各自司法辖区内美国联邦破产法院的职责；而对美国联邦地区法院来说，各自司法辖区内的美国联邦破产法院是在其监督下但单独设立的。同时，美国联邦领地法院法官是无权允许上诉人上诉及向哪个美国联邦上诉法院上诉的。 在美国最高法院所审理的“阮诉美国联邦案”中，提出了由两名美国联邦地区法院法官和一名美国联邦领地法院法官组成的上诉法院小组来决定上诉人是否有权上诉。但美国最高法院拒绝了这个提议。
此外，美属萨摩亚并没有设立美国联邦领地法院。此地所产生的联邦法律诉讼通常交由美国夏威夷联邦地区法院或美国哥伦比亚特区联邦地区法院审理。

## 波多黎各与哥伦比亚特区
波多黎各聯邦地區法院和哥倫比亞特區聯邦地區法院屬於根據美利堅合眾國憲法第三條設立的聯邦地區法院，而非聯邦领地法院。